# Sesto Giulio Frontino
Sesto Giulio Frontino (in latino Sextus Iulius Frontinus; 40 circa – 103/104) è stato un politico, funzionario e scrittore romano.

## Biografia
Nacque verso il 40 nella Gallia Narbonense. Il suo cursus honorum è caratteristico di un esponente preminente dell'oligarchia senatoria, e ciò confermerebbe una sua parentela con il cavaliere Aulo Giulio Frontino, il quale sposò Cornelia Africana, l'unica figlia di Publio Cornelio Scipione.
È certo che fu praetor urbanus nel 70 e console suffectus nel 73; fu inviato in Britannia come governatore negli anni 74-78, e in tali vesti sottomise Siluri e Ordovici, popolazioni celtiche che risiedevano nei territori dell'attuale Galles, fondando la fortezza legionaria di Deva Victrix.
Divenne curator aquarum (sovrintendente agli acquedotti di Roma) nel 97, sotto l'imperatore Nerva. Fu ancora console suffectus nel 98 e ordinarius nel 100.

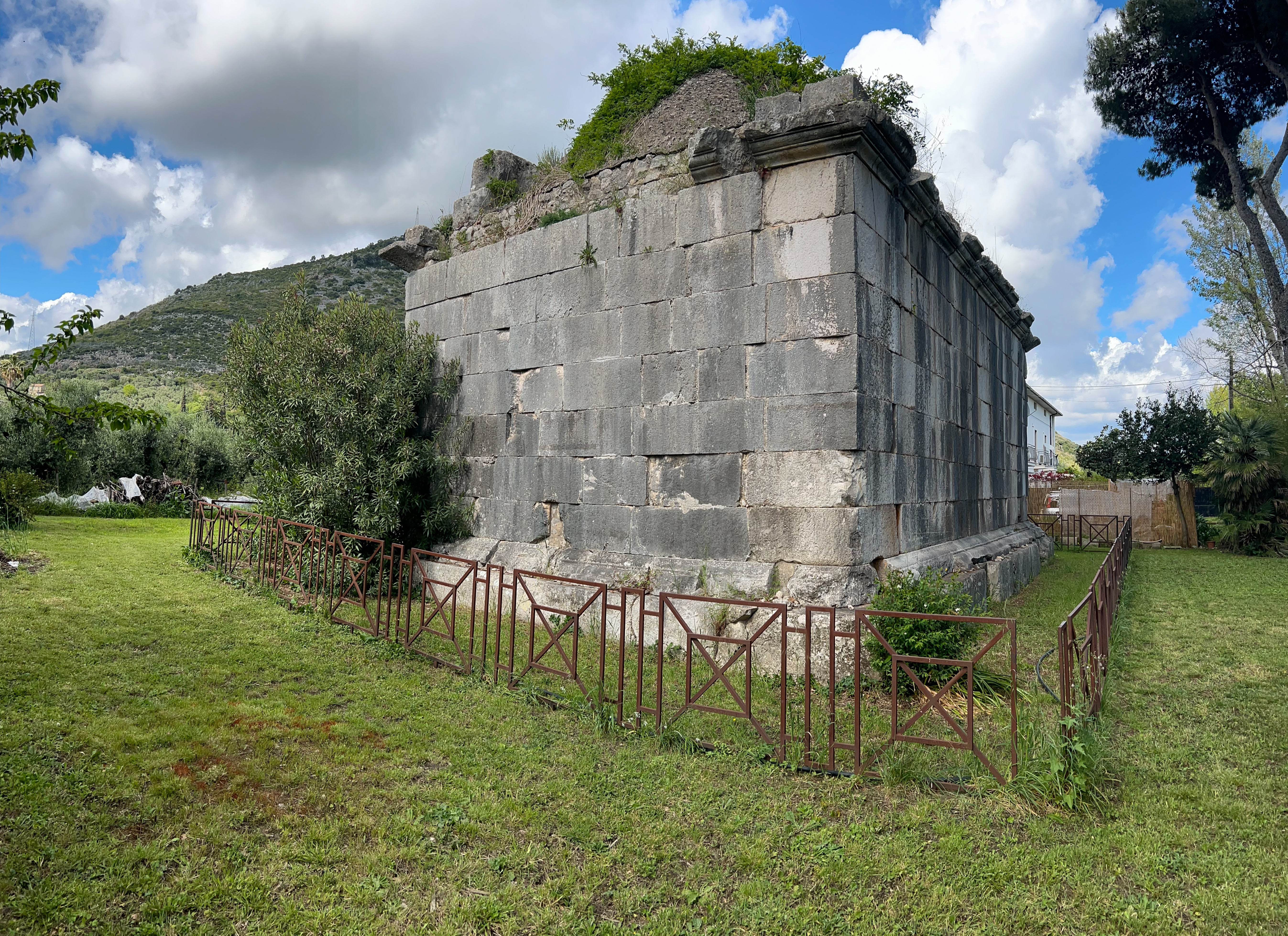
Presunto mausoleo di Sesto Giulio Frontino, sulla via Appia

Morì tra il 103 e il 104, durante il principato di Traiano, dato che in quegli anni Plinio il Giovane gli succedette alla morte nella carica di augure; lo stesso autore definì Frontino «uomo preclaro», e riferì che aveva desiderato che non gli fosse dedicato in morte alcun monumento, quale «inutile spesa, poiché soltanto ai nostri meriti è affidata la nostra memoria». Tuttavia, secondo alcuni studiosi, il suo mausoleo si trova lungo la via Appia, nel comune di Monte San Biagio.

## Opere
Gli Strategemata sono commentari di una sua opera perduta, il De re militari, e consistono in quattro libri di stratagemmi militari:
- il libro primo tratta della preparazione al combattimento e le varie operazioni;
- il libro secondo tratta del combattimento vero e proprio;
- il libro terzo tratta dell'assedio di città;
- il libro quarto espone detti e fatti di celebri generali. Per le differenze di stile e di contenuti, e per le frequenti ripetizioni di cose già scritte nei libri precedenti, si sospetta che questo quarto libro non sia opera di Frontino.[8]

Il De aquaeductu urbis Romae è un trattato sugli acquedotti ed è l'opera più importante di Frontino, una buona e concreta trattazione, svolta in due libri, dei problemi di approvvigionamento idrico a Roma. Frontino era stato curatore delle acque, cioè il responsabile degli acquedotti e dei servizi connessi, e il trattato riflette la serietà e lo scrupolo del suo impegno. L'opera contiene notizie storiche, tecniche, amministrativo-legislative e topografiche sui nove acquedotti esistenti all'epoca, visti come elemento di grandezza dell'Impero Romano e paragonati, per la loro magnificenza, alle piramidi o alle opere architettoniche greche.
L'opera si è conservata nel codice Cassinensis 361 di mano di Pietro Diacono (XII secolo), ritrovato nell'Abbazia di Montecassino da Poggio Bracciolini nel 1429.
Restano solo estratti di un suo trattato di agrimensura (la disciplina che ha per oggetto la rilevazione, la rappresentazione cartografica e la determinazione della superficie agraria di un terreno, chiamata a Roma gromatica, da groma, lo strumento usato per le misurazioni del terreno), scritto durante il principato di Domiziano (81-96), in un periodo in cui Frontino abbandonò momentaneamente la carriera politica per dedicarsi principalmente all'attività letteraria.
Frontino è pochissimo studiato nelle scuole e nelle Università sia italiane che straniere a causa del suo linguaggio semplice, della compilazione non sempre precisa e per lo stile fin troppo generico. Tuttavia, la sua opera (scritta per fini pratici e, forse, personali) è importante perché ha dato agli storici ottime indicazioni per quanto concerne i lavori legati alle opere idriche che si realizzavano nell'Impero Romano.

## Edizioni
- Astutie militari di Sesto Iulio Frontino huomo consolare, di tutti li famosi et eccellenti capitani romani, greci, barbari, et hesterni, traduzione di Francesco Luci, Venezia, per Giovan' Antonio di Nicolini da Sabio, 1536
- Gli Acquedotti di Roma, da Commentario di Sesto Giulio Frontino - Degli Acquedotti della Città di Roma - con note e figure, illustrato da Baldassarre Orsini, Perugia, Stamperia camerale di Carlo Baduel, 1805
- Gli Stratagemmi, traduzione di Roberto Ponzio Vaglia, Milano, Casa Editrice Sonzogno, 1919